# Syzygium helferi
Syzygium helferi är en myrtenväxtart som först beskrevs av John Firminger Duthie, och fick sitt nu gällande namn av Chantaran. och John Adrian Naicker Parnell. Syzygium helferi ingår i släktet Syzygium och familjen myrtenväxter. Inga underarter finns listade i Catalogue of Life.